# یاشوا بریلیانت
یاشوا بریلیانت (انگلیسی: Joshua Brillante؛ زادهٔ ۲۵ مارس ۱۹۹۳) بازیکن فوتبال اهل استرالیا است.
از باشگاه‌هایی که در آن بازی کرده‌است می‌توان به باشگاه فوتبال کومو، باشگاه فوتبال فیورنتینا، باشگاه فوتبال امپولی، باشگاه فوتبال گولدکوست یونایتد و باشگاه فوتبال نیوکاسل یونایتد جتس اشاره کرد.
وی همچنین در تیم‌های ملی فوتبال استرالیا بازی کرده‌است.